# Mesochorus cuzcoensis
Mesochorus cuzcoensis là một loài tò vò trong họ Ichneumonidae.